# Triengen
Triengen é uma comuna da Suíça, no Cantão Lucerna, com cerca de 3.406 habitantes. Estende-se por uma área de 12,51 km², de densidade populacional de 272 hab/km². Confina com as seguintes comunas: Büron, Knutwil, Moosleerau (AG), Reitnau (AG), Schlierbach, Schmiedrued (AG), Winikon.
A língua oficial nesta comuna é o Alemão.